# Villa Sauermann (Friedrichstraße 41)

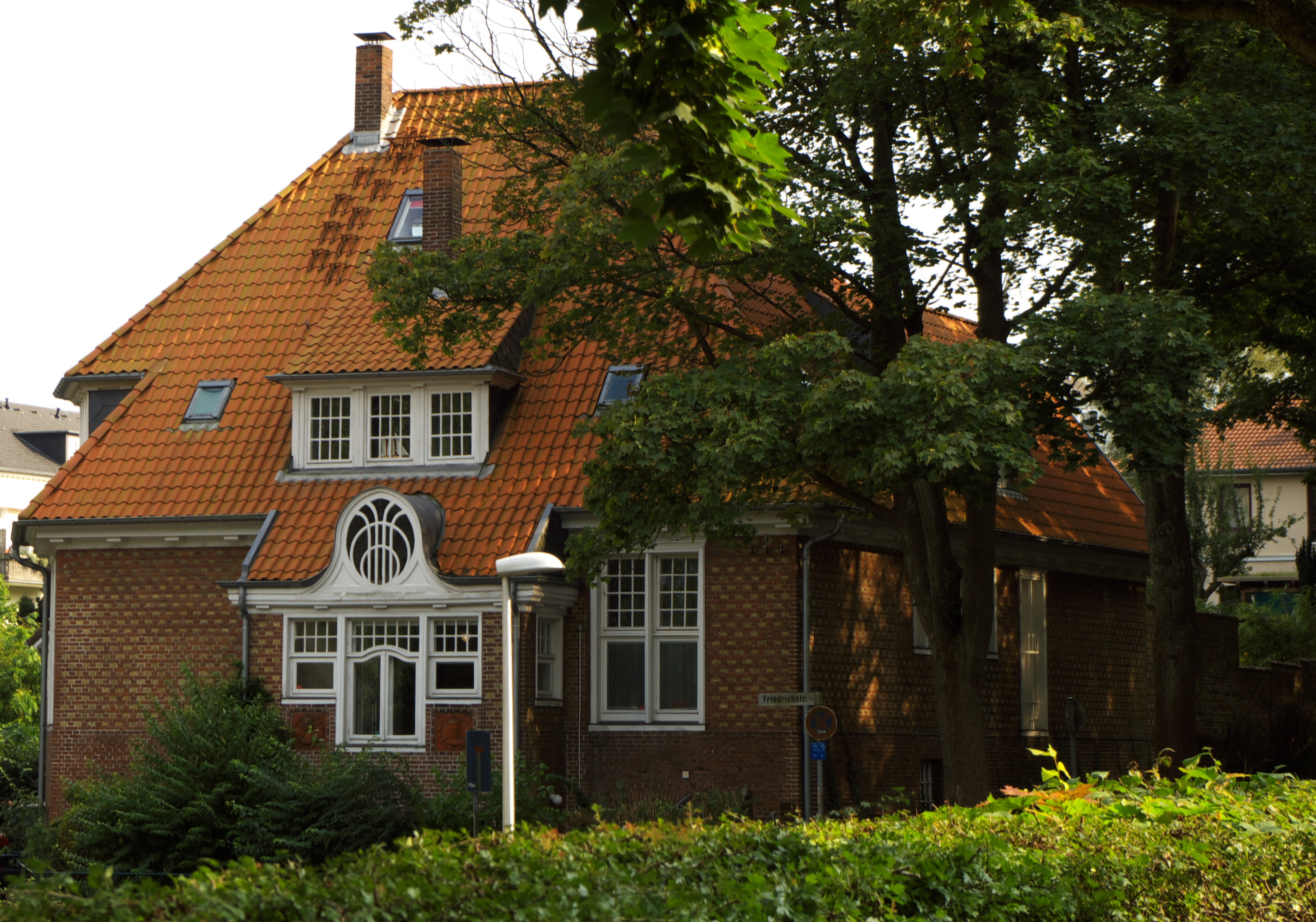
Die Villa Sauermann im Jahr 2016

Die Villa Sauermann in der Friedrichstraße 41, in Flensburg-Friesischer Berg gehört zu den Kulturdenkmalen der Stadt. Sie ist nicht zu verwechseln mit der im selben Stadtteil befindlichen gleichnamigen Villa Sauermann im Südergraben 47. Ursprünglich gehörte zum Grundstück in der Friedrichstraße auch noch das benachbarte Gartenhaus Friedrichstraße 39.

## Hintergrund
Die Villa wurde 1904 unweit des städtischen Museums mit dessen Hauptgebäude namens Heinrich-Sauermann-Haus und dem dortigen Museumsberg-Parkgelände, auf einem spitzwinkligen Grundstück zwischen Friedrichstraße und Reepschlägerbahn errichtet. Sie entstand nach Entwürfen des Architekten Albrecht Haupt für Heinrich Sauermann, der jedoch schon Anfang Oktober 1904, vor dem Ende der Bauarbeiten verstarb. Die landhausartige, eingeschossige Villa besitzt ein Mauerwerk aus hauptsächlich roten sowie einigen gelben Backsteinen, in dem im Übrigen zwei Terrakottaplatten mit Kopfmedaillons von der Renaissancefassade des im 19. Jahrhundert abgebrochenen Hauses Große Straße 12 eingearbeitet wurden, welche in der Werkstatt des Bildhauers Statius von Düren gefertigt wurde. Die Eingangsseite befindet sich auf der Ostseite zum Museumsberg-Park hin. Auf der Südseite, zum Garten der Villa hin, befinden sich ein großes Fenster-Tür-Element zur Erhellung der Wohnhalle der Villa. Das benachbarte Gartenhäuschen, Friedrichsstraße 39, war schon zuvor, im Jahr 1901 vom Architekten Franz von Gerlach für den Museumsdirektor Heinrich Sauermann errichtet worden. 1907 wurde dem benachbarten Putzbau ein Zwerchhaus in der Mitte der Straßenfront hinzugefügt. Die Villa Sauermann wurde als Erstes von Ernst Sauermann, dem Sohn und Nachfolger von Heinrich Sauermann, bewohnt.